# Banjurmukadan
Banjurmukadan is een bestuurslaag in het regentschap Kebumen van de provincie Midden-Java, Indonesië. Banjurmukadan telt 1161 inwoners (volkstelling 2010).